# مارسل هوسون
مارسل هوسون (انگلیسی: Marcel Husson؛ زادهٔ ۲۳ ژانویهٔ ۱۹۳۷) بازیکن فوتبال اهل فرانسه است.
از باشگاه‌هایی که در آن بازی کرده‌است می‌توان به باشگاه فوتبال متس اشاره کرد.